# Вальдеоррас (комарка)
Вальдеоррас (исп. Valdeorras,  галис. Valdeorras)  — район (комарка) в Испании, входит в провинцию Оренсе в составе автономного сообщества Галисия.

## Муниципалитеты
1. Эль-Барко-де-Вальдеоррас
2. Ла-Руа
3. Эль-Больо
4. Карбальеда-де-Вальдеоррас
5. Лароко
6. Петин
7. Ла-Вега
8. Вильямартин-де-Вальдеоррас
9. Рубиана